# Fußball-Weltmeisterschaft der Frauen 2011/Qualifikation
Die Qualifikation zur Fußball-Weltmeisterschaft der Frauen 2011 wurde in den Jahren 2009 und 2010 ausgetragen. Weltweit spielten 125 Auswahlmannschaften der Verbände um 15 Startplätze. Das Teilnehmerfeld der Endrunde wurde um den Gastgeber Deutschland vervollständigt.
Das FIFA-Exekutivkomitee beschloss auf seiner Sitzung am 23. und 24. Oktober 2008, die Zahl der Startplätze für die Konföderationen neu zu verteilen.
- UEFA (Europa): 5 oder 6 Teilnehmer, darunter Gastgeber Deutschland
- CAF (Afrika): 2 Teilnehmer
- AFC (Asien): 3 Teilnehmer
- OFC (Ozeanien): 1 Teilnehmer
- CONMEBOL (Südamerika): 2 Teilnehmer
- CONCACAF (Nord- und Mittelamerika und Karibik): 2 oder 3 Teilnehmer

Zwischen dem Fünften der europäischen Zone und dem Dritten der Nordamerikazone wurden Entscheidungsspiele in Hin- und Rückspiel ausgetragen. Dazu kommt Titelverteidiger Deutschland, das als Gastgeber automatisch qualifiziert ist. Neu ist, dass bei jeder Konföderation mindestens ein Drittel der angeschlossenen Mitgliedsverbände mit ihrer jeweiligen Nationalmannschaft an den Qualifikationsspielen teilnehmen muss. Sollte dies nicht geschehen, wird das FIFA-Exekutivkomitee das Startplatzkontingent bewerten und ggf. reduzieren. Insbesondere in Afrika kam es in der Vergangenheit regelmäßig zu einer Vielzahl von Rückzügen vor Beginn der Qualifikation.

## Europäische Zone / UEFA
Für die Teilnahme an den Qualifikationsspielen hatten 41 der 53 UEFA-Mitgliedsverbände ihre Nationalmannschaft angemeldet. Die Auslosung wurde am 17. März 2009 in der UEFA-Zentrale im schweizerischen Nyon vorgenommen. Mit Armenien, Aserbaidschan und Mazedonien nahmen drei Länder zum ersten Mal an einer WM-Qualifikation teil.

### Modus
Die 41 gemeldeten Mannschaften wurden in fünf Lostöpfe aufgeteilt. Grundlage für die Einteilung waren die Ergebnisse der jeweiligen Nationalmannschaften bei den Qualifikationen zur Weltmeisterschaft 2007 und zur Europameisterschaft 2009. Die Lostöpfe A, B, C und D umfassten jeweils acht, der Lostopf E neun Mannschaften. Die Zusammensetzung der Lostöpfe sah wie folgt aus:
- Topf A: Schweden, Norwegen, Dänemark, England, Frankreich, Russland, Ukraine, Italien.
- Topf B: Finnland, Island, Spanien, Tschechien, Niederlande, Schottland, Irland, Polen.
- Topf C: Schweiz, Österreich, Serbien, Belarus, Belgien, Griechenland, Portugal, Ungarn.
- Topf D: Slowenien, Slowakei, Israel, Wales, Rumänien, Nordirland, Türkei, Bulgarien.
- Topf E: Kroatien, Armenien, Bosnien und Herzegowina, Kasachstan, Aserbaidschan, Estland, Malta, Mazedonien, Georgien.

Bei der Auslosung wurden die Mannschaften auf acht Gruppen gelost. Eine Gruppe bestand aus sechs, alle anderen aus fünf Mannschaften. Innerhalb der Gruppen wurde im Jeder-gegen-Jeden-System gespielt, das heißt, dass jede Mannschaft gegen jede andere jeweils ein Hin- und Rückspiel austrug. Die Gruppenspiele wurden in der Zeit vom 19. September 2009 bis zum 25. August 2010 ausgetragen.
Die Gruppensieger qualifizierten sich für die Play-off-Spiele. Sollten zwei oder mehrere Mannschaften nach Abschluss der Gruppenspiele punktgleich sein, wurden folgende Kriterien nacheinander berücksichtigt, um über die Platzierung zu entscheiden:
- a) Direkter Vergleich (Anzahl der Punkte, Tordifferenz, erzielte Tore, erzielte Auswärtstore)
- b) Wiederholung von Kriterium a) unter den verbliebenen Mannschaften
- c) Ergebnisse aus allen Gruppenspielen (Tordifferenz, erzielte Tore, erzielte Auswärtstore, Fair-Play-Wertung)
- d) Das Los

Die acht Gruppensieger wurden durch erneutes Losen auf vier Partien verteilt. Die Mannschaften ermittelten in Hin- und Rückspiel die vier direkt für die WM-Endrunde qualifizierten Teams. Diese Spiele fanden am 11./12. und 15./16. September 2010 statt. Die vier Verlierer dieser Play-offs ermittelten in zwei weiteren Runden in Hin- und Rückspiel den europäischen Teilnehmer an der Relegation mit dem CONCACAF-Dritten. Diese Spiele fanden vom 2. bis 7. und 23. bis 28. Oktober 2010 statt.

### Übersicht
Die Auslosung ergab folgende Gruppeneinteilung:
| Gruppe 1      | Gruppe 2          | Gruppe 3        | Gruppe 4                   |
| ------------- | ----------------- | --------------- | -------------------------- |
| 1. Frankreich | 1. Norwegen       | 1. Dänemark     | 1. Ukraine                 |
| 2. Island     | 2. Niederlande    | 2. Schottland   | 2. Polen                   |
| 3. Serbien    | 3. Belarus        | 3. Griechenland | 3. Ungarn                  |
| 4. Nordirland | 4. Slowakei       | 4. Bulgarien    | 4. Rumänien                |
| 5. Kroatien   | 5. Nordmazedonien | 5. Georgien     | 5. Bosnien und Herzegowina |
| 6. Estland    |                   |                 |                            |
| Gruppe 5      | Gruppe 6          | Gruppe 7        | Gruppe 8                   |
| 1. England    | 1. Russland       | 1. Italien      | 1. Schweden                |
| 2. Spanien    | 2. Irland         | 2. Finnland     | 2. Tschechien              |
| 3. Österreich | 3. Schweiz        | 3. Portugal     | 3. Belgien                 |
| 4. Türkei     | 4. Israel         | 4. Slowenien    | 4. Wales                   |
| 5. Malta      | 5. Kasachstan     | 5. Armenien     | 5. Aserbaidschan           |

### Gruppenphase

#### Gruppe 1
Frankreich und Island gewannen alle Spiele gegen andere Mannschaften ohne Gegentor. Im direkten Vergleich konnten sich die Französinnen zuhause mit 2:0 und auf Island mit 1:0 durchsetzen und sich für die Playoff-Runde qualifizieren. Sie konnten als einzige Mannschaft alle Spiele gewinnen und blieben wie die Däninnen ohne Gegentor, mussten aber zwei Spiele mehr bestreiten was mit dafür verantwortlich war, dass sie auch die meisten Tore erzielen konnten. Mit im Schnitt 5 Toren pro Spiel hatten sie nach Dänemark die zweitbeste Torquote.
| Pl. | Land       | Sp. | S  | U | N | Tore    | Diff. | Punkte |
| --- | ---------- | --- | -- | - | - | ------- | ----- | ------ |
| 1.  | Frankreich | 10  | 10 | 0 | 0 | 050:000 | +50   | 30     |
| 2.  | Island     | 10  | 8  | 0 | 2 | 033:300 | +30   | 24     |
| 3.  | Nordirland | 10  | 3  | 2 | 5 | 008:160 | −8    | 11     |
| 4.  | Estland    | 10  | 3  | 1 | 6 | 007:440 | −37   | 10     |
| 5.  | Serbien    | 10  | 2  | 3 | 5 | 007:190 | −12   | 09     |
| 6.  | Kroatien   | 10  | 0  | 2 | 8 | 004:270 | −23   | 02     |

| 15.08.2009 | Reykjavík        | Island     | – | Serbien    | 05:0 (1:0) |
| 17.09.2009 | Reykjavík        | Island     | – | Estland    | 12:0 (7:0) |
| 23.09.2009 | Zaprešić         | Kroatien   | – | Frankreich | 00:7 (0:3) |
| 26.09.2009 | Niš              | Serbien    | – | Kroatien   | 01:1 (0:1) |
| 24.10.2009 | Lyon             | Frankreich | – | Island     | 02:0 (1:0) |
|            | Zaprešić         | Kroatien   | – | Nordirland | 00:1 (0:1) |
| 28.10.2009 | Le Havre         | Frankreich | – | Estland    | 12:0 (6:0) |
|            | Belfast          | Nordirland | – | Island     | 00:1 (0:0) |
| 21.11.2009 | Inđija           | Serbien    | – | Frankreich | 00:2 (0:2) |
| 27.03.2010 | Boulogne-sur-Mer | Frankreich | – | Nordirland | 06:0 (2:0) |
| 27.03.2010 | Vrbovec          | Kroatien   | – | Estland    | 00:3 (0:2) |
|            | Banatski Dvor    | Serbien    | – | Island     | 00:2 (0:0) |
| 31.03.2010 | Banatski Dvor    | Serbien    | – | Estland    | 04:0 (1:0) |
|            | Belfast          | Nordirland | – | Frankreich | 00:4 (0:2) |
|            | Vrbovec          | Kroatien   | – | Island     | 00:3 (0:2) |

#### Gruppe 2
Zwei Spielerinnen gelang es, in einem Spiel sechs Tore zu erzielen. Beim 13:1-Sieg der Niederlande gegen Mazedonien schaffte dies Sylvia Smit, beim 14:0-Sieg Norwegens über Mazedonien Isabell Herlovsen. Mit dem 4:0 in der Slowakei qualifizierte sich Norwegen vorzeitig für die Playoffs.
| Pl. | Land           | Sp. | S | U | N | Tore    | Diff. | Punkte |
| --- | -------------- | --- | - | - | - | ------- | ----- | ------ |
| 1.  | Norwegen       | 8   | 7 | 1 | 0 | 039:200 | +37   | 22     |
| 2.  | Niederlande    | 8   | 5 | 2 | 1 | 030:700 | +23   | 17     |
| 3.  | Belarus        | 8   | 4 | 1 | 3 | 017:140 | +3    | 13     |
| 4.  | Slowakei       | 8   | 2 | 0 | 6 | 015:130 | +2    | 06     |
| 5.  | Nordmazedonien | 8   | 0 | 0 | 8 | 003:680 | −65   | 0      |

| 19.09.2009 | Senec     | Slowakei    | – | Mazedonien  | 09:0 (5:0) |
| 24.10.2009 | Bekkestua | Norwegen    | – | Niederlande | 03:0 (2:0) |
| 25.10.2009 | Kumanovo  | Mazedonien  | – | Belarus     | 01:6 (1:3) |
| 28.10.2009 | Skien     | Norwegen    | – | Slowakei    | 01:0 (0:0) |
| 29.10.2009 | Zwolle    | Niederlande | – | Mazedonien  | 13:1 (6:0) |
| 21.11.2009 | Den Haag  | Niederlande | – | Belarus     | 01:1 (1:0) |
| 27.03.2010 | Almelo    | Niederlande | – | Slowakei    | 02:0 (1:0) |
|            | Hønefoss  | Norwegen    | – | Mazedonien  | 14:0 (8:0) |
| 30.03.2010 | Hrodna    | Belarus     | – | Norwegen    | 00:5 (0:2) |
| 01.04.2010 | Senec     | Slowakei    | – | Niederlande | 00:1 (0:0) |

#### Gruppe 3
Die Entscheidung über den Gruppensieg fiel am letzten Spieltag im direkten Aufeinandertreffen der beiden führenden Mannschaften, wobei den Däninnen ein Remis genügte, während die Schottinnen gewinnen mussten. Durch das 0:0 qualifizierten sich die Däninnen als letzte Mannschaft für die Playoffs, bei einem Sieg hätten sie aber Platz 4 in der Rangliste der Gruppensieger erreicht. Als Fünftplatzierte wurden sie gegen eine Mannschaft auf Platz 1 bis 4 gelost. Mit 5,63 Toren pro Spiel hatten sie die beste Torquote und blieben wie die Französinnen ohne Gegentreffer. Ein Drittel aller Tore fiel aber beim Rekordsieg gegen Georgien.
| Pl. | Land         | Sp. | S | U | N | Tore    | Diff. | Punkte |
| --- | ------------ | --- | - | - | - | ------- | ----- | ------ |
| 1.  | Dänemark     | 8   | 6 | 2 | 0 | 045:000 | +45   | 20     |
| 2.  | Schottland   | 8   | 6 | 1 | 1 | 024:500 | +19   | 19     |
| 3.  | Griechenland | 8   | 3 | 0 | 5 | 010:200 | −10   | 09     |
| 4.  | Bulgarien    | 8   | 2 | 2 | 4 | 009:250 | −16   | 08     |
| 5.  | Georgien     | 8   | 0 | 1 | 7 | 003:410 | −38   | 01     |

| 23.09.2009 | Athen     | Griechenland | – | Dänemark     | 00:6 (0:4) |
| 21.10.2009 | Lowetsch  | Bulgarien    | – | Griechenland | 00:1 (0:0) |
| 24.10.2009 | Athen     | Griechenland | – | Schottland   | 00:1 (0:0) |
|            | Vejle     | Dänemark     | – | Georgien     | 15:0 (7:0) |
| 28.10.2009 | Lowetsch  | Bulgarien    | – | Dänemark     | 00:0       |
| 29.10.2009 | Edinburgh | Schottland   | – | Georgien     | 03:1(0:0)  |
| 21.11.2009 | Lowetsch  | Bulgarien    | – | Georgien     | 05:0 (2:0) |
| 26.11.2009 | Athen     | Griechenland | – | Georgien     | 05:0 (2:0) |
| 27.03.2010 | Vejle     | Dänemark     | – | Bulgarien    | 09:0 (5:0) |
|            | Tiflis    | Georgien     | – | Schottland   | 01:3 (1:1) |

#### Gruppe 4
Die Entscheidung über den Gruppensieg fiel im letzten Spiel zwischen den beiden führenden Mannschaften, wobei den Polinnen ein Unentschieden in der Ukraine genügt hätte, um in die Playoffs einzuziehen. Die Polinnen gingen auch mit 1:0 in Führung, in der 2. Halbzeit konnten die Ukrainerinnen aber das Spiel drehen und durch ein 3:1 mit der geringsten Punktzahl aller Gruppensieger die Playoff-Runde erreichen. Entscheidenden Anteil daran hatte Daryna Apanaschtschenko, die mit zwei Toren ihr Torkonto auf 10 erhöhte. Bosnien-Herzegowina blieb als einzige europäische Mannschaft ohne Torerfolg.
| Pl. | Land                    | Sp. | S | U | N | Tore    | Diff. | Punkte |
| --- | ----------------------- | --- | - | - | - | ------- | ----- | ------ |
| 1.  | Ukraine                 | 8   | 5 | 2 | 1 | 024:900 | +15   | 17     |
| 2.  | Polen                   | 8   | 5 | 1 | 2 | 018:900 | +9    | 16     |
| 3.  | Ungarn                  | 8   | 4 | 3 | 1 | 015:100 | +5    | 15     |
| 4.  | Rumänien                | 8   | 2 | 2 | 4 | 014:130 | +1    | 08     |
| 5.  | Bosnien und Herzegowina | 8   | 0 | 0 | 8 | 000:300 | −30   | 0      |

| 19.09.2009 | Nowy Sącz   | Polen      | – | Ukraine    | 4:1 (3:0) |
|            | Sarajevo    | Bosnien-H. | – | Ungarn     | 0:2 (0:0) |
| 23.09.2009 | Buftea      | Rumänien   | – | Bosnien-H. | 4:0 (3:0) |
| 24.09.2009 | Sopron      | Ungarn     | – | Polen      | 4:2 (1:1) |
| 24.10.2009 | Grodzisk    | Polen      | – | Rumänien   | 2:0 (1:0) |
| 25.10.2009 | Tschernihiw | Ukraine    | – | Bosnien-H. | 7:0 (6:0) |
| 28.10.2009 | Sopron      | Ungarn     | – | Rumänien   | 1:1 (0:0) |
| 29.10.2009 | Sarajevo    | Bosnien-H. | – | Polen      | 0:4 (0:1) |
| 14.11.2009 | Sopron      | Ungarn     | – | Ukraine    | 1:1 (1:0) |
| 27.03.2010 | Sarajevo    | Bosnien-H. | – | Rumänien   | 0:5 (0:1) |

#### Gruppe 5
England stand bereits vorzeitig als Gruppensieger fest, da die englische Mannschaft den direkten Vergleich mit Spanien gewonnen hatte. Die Spanierin Adriana Martín Santamaría erzielte mit 16 Toren die meisten Tore der Gruppenphase.
| Pl. | Land       | Sp. | S | U | N | Tore    | Diff. | Punkte |
| --- | ---------- | --- | - | - | - | ------- | ----- | ------ |
| 1.  | England    | 8   | 7 | 1 | 0 | 030:200 | +28   | 22     |
| 2.  | Spanien    | 8   | 6 | 1 | 1 | 037:400 | +33   | 19     |
| 3.  | Österreich | 8   | 3 | 1 | 4 | 014:120 | +2    | 10     |
| 4.  | Türkei     | 8   | 2 | 1 | 5 | 010:230 | −13   | 07     |
| 5.  | Malta      | 8   | 0 | 0 | 8 | 001:510 | −50   | 0      |

| 19.09.2009 | Ta’ Qali  | Malta      | – | Spanien    | 0:13 (0:8) |
| 24.10.2009 | Córdoba   | Spanien    | – | Österreich | 2:0 (2:0)  |
| 25.10.2009 | Blackpool | England    | – | Malta      | 8:0 (4:0)  |
| 29.10.2009 | Amstetten | Österreich | – | Spanien    | 0:1 (0:0)  |
| 18.11.2009 | Ta’ Qali  | Malta      | – | Österreich | 0:2 (0:1)  |
| 21.11.2009 | Manisa    | Türkei     | – | Spanien    | 0:5 (0:0)  |
| 26.11.2009 | İzmir     | Türkei     | – | England    | 0:3 (0:3)  |
| 25.03.2010 | London    | England    | – | Österreich | 3:0 (1:0)  |
| 27.03.2010 | Ta’ Qali  | Malta      | – | Türkei     | 0:2 (1:0)  |
| 01.04.2010 | London    | England    | – | Spanien    | 1:0 (1:0)  |

#### Gruppe 6
Durch den Sieg gegen Kasachstan erreichten die Schweizerinnen am vorletzten Spieltag die Playoff-Runde, entscheidend war aber der 3:0-Sieg beim direkten Konkurrenten Russland, mit dem sie die 1:2-Heimniederlage gegen die Russinnen egalisierten und den direkten Vergleich gewannen. Damit erreichte die Schweiz als einzige Mannschaft, die bei der Auslosung nicht Topf A zugeteilt war, die Playoffs.
| Pl. | Land       | Sp. | S | U | N | Tore    | Diff. | Punkte |
| --- | ---------- | --- | - | - | - | ------- | ----- | ------ |
| 1.  | Schweiz    | 8   | 7 | 0 | 1 | 028:600 | +22   | 21     |
| 2.  | Russland   | 8   | 6 | 1 | 1 | 030:600 | +24   | 19     |
| 3.  | Irland     | 8   | 4 | 1 | 3 | 012:100 | +2    | 13     |
| 4.  | Israel     | 8   | 2 | 0 | 6 | 004:240 | −20   | 06     |
| 5.  | Kasachstan | 8   | 0 | 0 | 8 | 004:320 | −28   | 0      |

| 19.09.2009 | Wohlen        | Schweiz    | – | Irland     | 2:0 (0:0) |
| 23.09.2009 | Baden         | Schweiz    | – | Russland   | 1:2 (0:2) |
| 24.09.2009 | Cork          | Irland     | – | Kasachstan | 2:1 (1:0) |
| 24.10.2009 | Nes Tzijona   | Israel     | – | Kasachstan | 1:0 (1:0) |
| 25.10.2009 | Krasnoarmeisk | Russland   | – | Irland     | 3:0 (1:0) |
| 28.10.2009 | Nes Tzijona   | Israel     | – | Schweiz    | 1:2 (0:0) |
| 29.10.2009 | Taldyqorghan  | Kasachstan | – | Irland     | 1:2 (1:0) |
| 17.11.2009 | Ramat Gan     | Israel     | – | Russland   | 1:6 (0:2) |
| 21.03.2010 | Nes Tzijona   | Israel     | – | Irland     | 0:3 (0:1) |
| 27.03.2010 | Wohlen        | Schweiz    | – | Israel     | 6:0 (2:0) |

#### Gruppe 7
Die Italienerinnen hatten sich als erste Mannschaft durch ein 3:1 beim direkten Konkurrenten Finnland für die Playoff-Runde qualifiziert.
| Pl. | Land      | Sp. | S | U | N | Tore    | Diff. | Punkte |
| --- | --------- | --- | - | - | - | ------- | ----- | ------ |
| 1.  | Italien   | 8   | 7 | 1 | 0 | 038:300 | +35   | 22     |
| 2.  | Finnland  | 8   | 6 | 1 | 1 | 025:600 | +19   | 19     |
| 3.  | Portugal  | 8   | 4 | 0 | 4 | 017:100 | +7    | 12     |
| 4.  | Slowenien | 8   | 2 | 0 | 6 | 007:270 | −20   | 06     |
| 5.  | Armenien  | 8   | 0 | 0 | 8 | 001:420 | −41   | 0      |

| 19.09.2009 | Domžale     | Slowenien | – | Italien   | 0:8 (0:6) |
|            | Jerewan     | Armenien  | – | Finnland  | 0:4 (0:2) |
| 23.09.2009 | Rieti       | Italien   | – | Portugal  | 2:0 (1:0) |
| 24.10.2009 | Krško       | Slowenien | – | Finnland  | 0:3 (0:0) |
|            | Jerewan     | Armenien  | – | Italien   | 0:8 (0:3) |
| 28.10.2009 | Jerewan     | Armenien  | – | Slowenien | 1:5 (0:2) |
|            | Tondela     | Portugal  | – | Finnland  | 0:1 (0:0) |
| 21.11.2009 | Helsinki    | Finnland  | – | Armenien  | 7:0 (5:0) |
|            | Nova Gorica | Slowenien | – | Portugal  | 0:4 (0:0) |
| 25.11.2009 | Francavilla | Italien   | – | Armenien  | 7:0 (2:0) |

#### Gruppe 8
Schweden sicherte sich am vorletzten Spieltag das Ticket für die Play-off-Runde durch einen 1:0-Sieg in Tschechien. Die Waliserin Helen Lander erzielte beim 15:0-Sieg über Aserbaidschan sechs Tore. In den Spielen gegen Aserbaidschan konnten drei Länder ihre bis dato höchsten Siege erzielen.
| Pl. | Land          | Sp. | S | U | N | Tore    | Diff. | Punkte |
| --- | ------------- | --- | - | - | - | ------- | ----- | ------ |
| 1.  | Schweden      | 8   | 7 | 1 | 0 | 036:300 | +33   | 22     |
| 2.  | Tschechien    | 8   | 4 | 1 | 3 | 019:600 | +13   | 13     |
| 3.  | Belgien       | 8   | 3 | 1 | 4 | 018:130 | +5    | 10     |
| 4.  | Wales         | 8   | 3 | 0 | 5 | 023:160 | +7    | 09     |
| 5.  | Aserbaidschan | 8   | 1 | 1 | 6 | 002:600 | −58   | 04     |

| 20.09.2009 | Haverfordwest | Wales         | – | Belgien    | 0:1 (0:0) |
| 23.09.2009 | Llanelli      | Wales         | – | Tschechien | 2:0 (1:0) |
|            | Göteborg      | Schweden      | – | Belgien    | 2:1 (1:0) |
| 24.10.2009 | Baku          | Aserbaidschan | – | Schweden   | 0:3 (0:1) |
| 25.10.2009 | Prag          | Tschechien    | – | Wales      | 2:1 (2:1) |
| 28.10.2009 | Löwen         | Belgien       | – | Schweden   | 1:4 (0:1) |
|            | Baku          | Aserbaidschan | – | Wales      | 2:1 (2:1) |
| 22.11.2009 | Baku          | Aserbaidschan | – | Belgien    | 0:0       |
| 26.11.2009 | Písek         | Tschechien    | – | Belgien    | 1:2 (0:2) |
| 27.03.2010 | Baku          | Aserbaidschan | – | Tschechien | 0:5 (0:3) |

### Play-off-Phase
| Gruppe                                | Mannschaft | Punkte | Spiele | Koeffizient |
| ------------------------------------- | ---------- | ------ | ------ | ----------- |
| 8                                     | Schweden   | 46     | 16     | 2,875       |
| 1                                     | Frankreich | 51     | 18     | 2,833       |
| 2                                     | Norwegen   | 44     | 16     | 2,750       |
| 5                                     | England    | 42     | 16     | 2,625       |
| 3                                     | Dänemark   | 41     | 16     | 2,563       |
| 7                                     | Italien    | 40     | 16     | 2,500       |
| 4                                     | Ukraine    | 36     | 16     | 2,250       |
| 6                                     | Schweiz    | 32     | 16     | 2,000       |
| grün unterlegt: gesetzte Mannschaften |            |        |        |             |

Für die Play-off-Runde hatten sich die Sieger der acht Gruppen qualifiziert. Die acht Mannschaften wurden aufgrund der Resultate der Qualifikationsspiele zur Europameisterschaft 2009 und zur Weltmeisterschaft 2011 in jeweils vier gesetzte und ungesetzte Mannschaften aufgeteilt. Dabei wurden die bei den Qualifikationen erzielten Punkte durch die Zahl der absolvierten Spiele geteilt. Den höchsten Koeffizienten wies Schweden auf, den kleinsten die Schweiz. Dänemark verpasste beim torlosen Unentschieden gegen Schottland den Status einer gesetzten Mannschaft.
Die Auslosung der Play-off-Paarungen fand am 30. August 2010 in Nyon statt. Dabei wurde jeder gesetzten eine ungesetzte Mannschaft zugelost. Die Spiele finden in Hin- und Rückspiel statt. Die Sieger der vier Spiele qualifizierten sich direkt für die WM-Endrunde. Die vier Verlierer spielten in zwei weiteren K.-o.-Runden um einen Platz in den Play-off-Spielen gegen den Dritten des CONCACAF Women’s Gold Cup 2010. Italien qualifizierte sich für dieses Play-off gegen das Team aus den Vereinigten Staaten, verlor jedoch Hin-, wie Rückspiel jeweils 0:1.

#### 1. Runde
| Datum              |            | Ergebnis  |            | Ort      |
| ------------------ | ---------- | --------- | ---------- | -------- |
| 11. September 2010 | Frankreich | 0:0       | Italien    | Besançon |
| 15. September 2010 | Italien    | 2:3 (1:0) | Frankreich | Gubbio   |
| Gesamt:            | Frankreich | 3:2       | Italien    |          |

| Datum              |         | Ergebnis  |         | Ort        |
| ------------------ | ------- | --------- | ------- | ---------- |
| 12. September 2010 | England | 2:0 (0:0) | Schweiz | Shrewsbury |
| 16. September 2010 | Schweiz | 2:3 (1:2) | England | Wohlen     |
| Gesamt:            | England | 5:2       | Schweiz |            |

| Datum              |          | Ergebnis  |          | Ort         |
| ------------------ | -------- | --------- | -------- | ----------- |
| 11. September 2010 | Ukraine  | 0:1 (0:1) | Norwegen | Tschernihiw |
| 15. September 2010 | Norwegen | 2:0 (1:0) | Ukraine  | Bærum       |
| Gesamt:            | Ukraine  | 0:3       | Norwegen |             |

| Datum              |          | Ergebnis             |          | Ort      |
| ------------------ | -------- | -------------------- | -------- | -------- |
| 11. September 2010 | Schweden | 2:1 (1:0)            | Dänemark | Göteborg |
| 16. September 2010 | Dänemark | 2:2 n. V. (2:0, 2:1) | Schweden | Vejle    |
| Gesamt:            | Schweden | 4:3                  | Dänemark |          |

#### 2. Runde
| Datum           |          | Ergebnis  |          | Ort   |
| --------------- | -------- | --------- | -------- | ----- |
| 3. Oktober 2010 | Dänemark | 1:3 (0:1) | Schweiz  | Vejle |
| 7. Oktober 2010 | Schweiz  | 0:0       | Dänemark | Aarau |
| Gesamt:         | Dänemark | 1:3       | Schweiz  |       |

| Datum           |         | Ergebnis  |         | Ort         |
| --------------- | ------- | --------- | ------- | ----------- |
| 2. Oktober 2010 | Ukraine | 0:3 (0:0) | Italien | Tschernihiw |
| 6. Oktober 2010 | Italien | 0:0       | Ukraine | Latina      |
| Gesamt:         | Ukraine | 0:3       | Italien |             |

#### 3. Runde
| Datum            |         | Ergebnis  |         | Ort     |
| ---------------- | ------- | --------- | ------- | ------- |
| 23. Oktober 2010 | Italien | 1:0 (0:0) | Schweiz | Treviso |
| 27. Oktober 2010 | Schweiz | 2:4 (0:0) | Italien | Aarau   |
| Gesamt:          | Italien | 5:2       | Schweiz |         |

## Südamerikanische Zone / CONMEBOL
→ siehe Hauptartikel: Sudamericano Femenino 2010
Der südamerikanischen Kontinentalverband CONMEBOL ermittelte seine beiden Teilnehmer wie bisher bei der Sudamericano Femenino, der kontinentalen Meisterschaft. Das Turnier fand in der Zeit vom 4. November bis 21. November 2010 in Ecuador statt. Das Teilnehmerkontingent hatte sich gegenüber der Qualifikation zur Weltmeisterschaft 2007 nicht verändert. Neben Vizeweltmeister Brasilien, das bei allen vorherigen WM-Turnieren dabei war, konnte sich erstmals Kolumbien für eine WM qualifizieren. Bis zum Start der WM haben die Kolumbianerinnen noch kein Länderspiel außerhalb Südamerikas ausgetragen, so dass dies bei der Endrunde in Deutschland zum ersten Mal der Fall sein wird.

## Nord-, Zentralamerikanische und Karibische Zone / CONCACAF
→ siehe Hauptartikel: CONCACAF Women’s Gold Cup 2010
Der Kontinentalverband von Nord-, Zentralamerika und der Karibik CONCACAF hat seine Teilnehmer beim CONCACAF Women’s Gold Cup ermittelt. Das Turnier wurde vom 28. Oktober bis 8. November 2010 in Mexiko ausgetragen. 23 der 40 Mitgliedsverbände hatten ihre jeweilige Nationalmannschaft für die Qualifikation angemeldet.
Die Nationalmannschaften Kanadas, Mexikos und der USA waren automatisch für die Endrunde qualifiziert. Die restlichen 20 Mannschaften spielten in zwei getrennten Zonen, Zentralamerika und Karibik, um die restlichen fünf Plätze bei der Endrunde.
Bei der Endrunde konnten sich Kanada als Sieger und Mexiko als Zweiter direkt für die WM qualifizieren. Die US-Amerikanerinnen, die im Halbfinale erstmals ein Spiel gegen die Mexikanerinnen verloren, konnten sich jedoch in den Play-offs gegen die Italienerinnen, die Fünftplatzierten der Europa-Qualifikation, mit zwei 1:0-Siegen als dritter CONCACAF-Vertreter für die Endrunde qualifizieren.

### Qualifikations-Modus
→ siehe Hauptartikel: CONCACAF Women’s Gold Cup 2010/Qualifikation
In der Karibik-Zone wurde die Qualifikation in zwei Runden ausgetragen. In der ersten Runde vom 3. März bis 1. April 2010 spielten 15 Mannschaften in fünf Dreiergruppen um den Einzug in die zweite Runde. Kuba und Trinidad und Tobago erhielten Freilose. Zusammen mit den fünf Gruppensiegern und dem punktbesten Gruppenzweiten bildeten sie in der 2. Qualifikationsrunde zwei Vierergruppen. Die Gruppensieger und -zweiten ermittelten in einer weiteren Runde die drei karibischen Vertreter beim Gold Cup. Es qualifizierten sich Guyana, Haiti und Trinidad und Tobago. In der Zentralamerika-Zone spielten die sechs Teilnehmer in zwei Dreiergruppen gegeneinander. Die beiden Gruppensieger Costa Rica und Guatemala konnten sich so für die Endrunde qualifizieren.

## Asiatische Zone / AFC
siehe Hauptartikel: Fußball-Asienmeisterschaft der Frauen 2010
Wie bei den bisherigen Weltmeisterschaften wurden die asiatischen Teilnehmer bei der Asienmeisterschaft ausgespielt. Die Asienmeisterschaft wurde vom 19. bis 30. Mai 2010 in der Volksrepublik China ausgespielt. Insgesamt 16 der 46 Mitgliedsverbände hatten ihre jeweilige Nationalmannschaft gemeldet.
Die fünf stärksten asiatischen Nationalmannschaften waren direkt für die Endrunde qualifiziert. Zu diesen fünf Mannschaften gehörten Titelverteidiger Nordkorea, China, Australien, Japan und Südkorea. Die anderen elf Mannschaften spielten in zwei Qualifikationsrunden um die restlichen drei Plätze bei der Endrunde.

### Modus
siehe Hauptartikel: Fußball-Asienmeisterschaft der Frauen 2010/Qualifikation
In der ersten Qualifikationsrunde trafen in der Zeit vom 25. April bis 3. Mai 2009 in Kuala Lumpur (Malaysia) die fünf schwächsten Mannschaften aufeinander. Die fünf Mannschaften spielten nach dem Modus jeder gegen jeden um drei Plätze in der zweiten Qualifikationsrunde. Jordanien, Usbekistan und Kirgisien konnten sich für die zweite Qualifikationsrunde qualifizieren.
Die zweite Qualifikationsrunde wurde in drei Gruppen zu je drei Mannschaften in der Zeit vom 4. bis 14. Juli 2009 ausgespielt. Innerhalb dieser Gruppen wurde ebenfalls nach dem Modus jeder gegen jeden gespielt. Die drei Gruppensieger Myanmar, Thailand und Vietnam konnten sich durchsetzen und qualifizierten sich für die Endrunde.

## Afrikanische Zone / CAF
siehe Hauptartikel: Fußball-Afrikameisterschaft der Frauen 2010
Der afrikanische Kontinentalverband CAF ermittelte seine beiden Teilnehmer bei der Afrikameisterschaft 2010 in Südafrika. Von den 55 Mitgliedsverbänden hatten 24 ihre jeweilige Nationalmannschaft gemeldet.
Acht Mannschaften nahmen an der Endrunde teil. Die beiden Finalisten qualifizierten sich für die Weltmeisterschaft. Bereits mit ihren Siegen im Halbfinale konnten sich Nigeria und Äquatorialguinea als WM-Teilnehmer qualifizieren. Für Äquatorialguinea  ist es die erste WM-Teilnahme und die WM-Spiele sind für die Äquatorialguineerinnen die ersten Spiele außerhalb Afrikas.

### Qualifikations-Modus
siehe Hauptartikel: Fußball-Afrikameisterschaft der Frauen 2010/Qualifikation
Gastgeber Südafrika war automatisch für die Endrunde der Afrikameisterschaft qualifiziert. Die restlichen Mannschaften wurden in zwei Runden im K.-o.-System mit Hin- und Rückspielen ermittelt.
In der ersten Qualifikationsrunde trafen in der Zeit vom 5. bis 21. März 2010 18 Mannschaften in neun Partien aufeinander. Da Ägypten, Kenia und Togo ihre Mannschaften wieder zurückgezogen haben, fanden nur sechs Begegnungen statt. Die Mannschaften aus Äquatorialguinea, Ghana, Kamerun, Nigeria und Tunesien erhielten ein Freilos.
Die Sieger der ersten Runde und die fünf mit einem Freilos bedachten Mannschaften ermittelten in der zweiten Qualifikationsrunde die weiteren Teilnehmer an der Endrunde. Die Spiele fanden in der Zeit vom 21. Mai bis 6. Juni 2010 statt.

## Ozeanische Zone / OFC
siehe Hauptartikel: Ozeanische Frauenfußballmeisterschaft 2010
Der ozeanische Kontinentalverband OFC ermittelte seinen Vertreter bei der Ozeanienmeisterschaft 2010. Das Turnier fand in der Zeit vom 27. September bis 8. Oktober 2010 in der neuseeländischen Metropole Auckland statt. Acht Mannschaften nahmen an dem Turnier teil. Neuseeland konnte sich als Ozeaniens Vertreter qualifizieren.

## Relegation
Der Dritte der CONCACAF-Qualifikation (USA)  konnte sich gegen den Fünften der UEFA-Qualifikation (Italien) durch zwei 1:0-Siege in Hin- und Rückspiel als letzter Teilnehmer für die WM-Endrunde qualifizieren. Dabei wurden die in beiden Spielen erzielten Tore addiert. Die Mannschaft mit der höheren Torzahl war Sieger und qualifizierte sich für die Weltmeisterschaft. Weitere Kriterien wären zunächst die höhere Anzahl der auswärts erzielten Tore gewesen. Falls auch hiernach noch keine Entscheidung gefallen wäre, wäre das Rückspiel zunächst verlängert und ggf. im Elfmeterschießen entschieden worden.
Hinspiel am 20., Rückspiel am 27. November 2010
| Datum             |         | Ergebnis  |         | Ort        |
| ----------------- | ------- | --------- | ------- | ---------- |
| 20. November 2010 | Italien | 0:1 (0:0) | USA     | Padua      |
| 27. November 2010 | USA     | 1:0 (1:0) | Italien | Bridgeview |
| Gesamt:           | Italien | 0:2       | USA     |            |

Italien ist damit der Qualifikationsteilnehmer mit den meisten Spielen (16), der sich nicht qualifizieren konnte.

## Für die WM 2011 qualifizierte Teams
| Mannschaft         | Qualifiziert als                                 | WM-Teilnahme | Weltrangliste |
| ------------------ | ------------------------------------------------ | ------------ | ------------- |
| Äquatorialguinea   | 2. der Afrikameisterschaft 2010                  | 1            | 62            |
| Australien         | Asienmeister 2010                                | 5            | 12            |
| Brasilien          | Südamerikameister 2010                           | 6            | 3             |
| Deutschland        | Ausrichter                                       | 6            | 2             |
| England            | UEFA-Play-off-Sieger                             | 3            | 10            |
| Frankreich         | UEFA-Play-off-Sieger                             | 2            | 8             |
| Japan              | 3. der Asienmeisterschaft                        | 6            | 5             |
| Kanada             | Nord- und Mittelamerikameister 2010              | 5            | 9             |
| Kolumbien          | 2. der Südamerikameisterschaft 2010              | 1            | 32            |
| Mexiko             | 2. der Nord- und Mittelamerikameisterschaft 2010 | 2            | 22            |
| Neuseeland         | Ozeanienmeister 2010                             | 3            | 23            |
| Nigeria            | Afrikameister 2010                               | 6            | 27            |
| Nordkorea          | 2. der Asienmeisterschaft 2010                   | 4            | 6             |
| Norwegen           | UEFA-Play-off-Sieger                             | 6            | 7             |
| Schweden           | UEFA-Play-off-Sieger                             | 6            | 4             |
| Vereinigte Staaten | Relegations-Sieger                               | 6            | 1             |

## Torjägerinnen
Für die Qualifikation in Afrika und Asien wurden nur die Tore bei der Kontinentalmeisterschaft berücksichtigt, Torschützinnen der Vorqualifikation sind nicht bekannt. Alle aufgeführten asiatischen Torschützinnen waren direkt für die Asienmeisterschaft qualifiziert. Die ozeanische und südamerikanische Meisterschaft wurde ohne Vorqualifikation ausgetragen. Die CONCACAF zählt sowohl die Tore der Qualifikation für den CONCACAF Gold-Cup als auch die Tore beim CONCACAF Gold-Cup. Kursiv markierte Spielerinnen nahmen nur an der Vorqualifikation teil, die USA, Kanada und Mexiko waren direkt für den Gold-Cup qualifiziert. Fett markierte Spielerinnen waren mit ihren Mannschaften für die WM qualifiziert, aber nicht alle standen in den Kadern.
|    | Name                     | Tore |
| -- | ------------------------ | ---- |
| 1. | Perpetua Nkwocha         | 11   |
| 2. | Amanda Dlamini           | 04   |
| 3. | Salimata Simpore         | 03   |
|    | Desire Oparanozie        | 03   |
| 5. | Gloria Chinasa Okoro     | 02   |
|    | Jade Boho Sayo           | 02   |
|    | Agnes Aduaku             | 02   |
|    | Christine Patiance Manie | 02   |

|    | Name                         | Tore |
| -- | ---------------------------- | ---- |
| 1. | Yoo Young-a                  | 3    |
|    | Kozue Andō                   | 3    |
|    | Homare Sawa                  | 3    |
|    | Jo Yun-mi                    | 3    |
| 5. | Mami Yamaguchi               | 2    |
|    | Sam Kerr                     | 2    |
|    | Zhang Rui (Fußballspielerin) | 2    |

|     | Name                      | Tore |
| --- | ------------------------- | ---- |
| 1.  | Adriana Martín Santamaría | 16   |
| 2.  | Gaëtane Thiney            | 12   |
| 3.  | Patrizia Panico           | 11   |
|     | Johanna Rasmussen         | 11   |
| 5.  | Daryna Apanaschenko       | 10   |
|     | Margrét Lára Viðarsdóttir | 10   |
| 7.  | Pamela Conti              | 09   |
|     | Marie-Laure Delie         | 09   |
|     | Isabell Herlovsen         | 09   |
| 10. | Cathrine Paaske Sørensen  | 08   |
|     | Sylvia Smit               | 08   |

|     | Name                              | Tore  |
| --- | --------------------------------- | ----- |
| 1.  | Abby Wambach                      | 8     |
| 2.  | Yesenia Yamilet Gallardo Martinez | 7 (7) |
| 3.  | Kenaya Cordner                    | 6 (5) |
|     | Maribel Domínguez                 | 6     |
|     | Christine Sinclair                | 6     |
| 6.  | Tiana Hackette                    | 5 (5) |
|     | Alyson Heydorn                    | 5 (5) |
|     | Esmeralda Negrón                  | 5 (5) |
|     | Amy Rodriguez                     | 5     |
| 10. | Cossette Brathwaite               | 4 (4) |
|     | Mariam El-Masri                   | 4 (2) |
|     | Jonelle Filigno                   | 4     |
|     | Vanessa Jean                      | 4 (4) |
|     | Ingrid Christina Ramos            | 4 (4) |
|     | Ashley Rodrigues                  | 4 (4) |
|     | Adeline Saintilmond               | 4 (3) |

|    | Name             | Tore |
| -- | ---------------- | ---- |
| 1. | Amber Hearn      | 12   |
| 2. | Sarah Gregorius  | 07   |
|    | Rosie White      | 07   |
|    | Hannah Wilkinson | 07   |
| 5. | Zeena Limbai     | 05   |
| 6. | Ria Percival     | 04   |
|    | Hayley Moorwood  | 04   |
| 8. | Heimiri Alvarez  | 03   |

|    | Name              | Tore |
| -- | ----------------- | ---- |
| 1. | Marta             | 9    |
| 2. | Cristiane         | 8    |
| 3. | Yoreli Rincón     | 5    |
| 4. | Gloria Villamayor | 4    |
| 5. | Karen Araya       | 3    |
|    | Francisca Lara    | 3    |
|    | Palmira Loayza    | 3    |
|    | Mónica Quinteros  | 3    |

(Stand: 27. November 2010)